# Hexafluorotitanate de potassium
L’hexafluorotitanate de potassium est un composé chimique de formule K2TiF6. Il s'agit du sel de potassium et d'acide hexafluorotitanique H2TiF6. C'est un solide blanc cristallisé, combustible mais difficilement inflammable, et toxique pour les environnements aquatiques. Il est utilisé comme réactif en chimie analytique, dans la production d'alliages, notamment avec l'aluminium, pour réaliser des retardateurs de flammes, comme fondant de solide à couler, voire comme catalyseur pour la production de polypropylène. 